# Luis de Urquijo y Ussía
Luis de Urquijo y Ussía (Laudio, 7 d'agost de 1881 - Madrid, 19 de juny de 1956) fou un banquer i polític basc, fet marquès d'Amurrio per Alfons XIII el 1919.
Fill de Juan Manuel de Urquijo y Urrutia, segon marquès d'Urquijo. En 1909 es va casar amb María Teresa Losada y González de Villalaz, marquesa d'Otero. No va acabar estudis universitaris i es dedicà a gestionar les empreses familiars, així fou president del Banco Urquijo Vascongado, Eléctrica de Castilla i la Compañía Auxiliar de Ferrocarriles, així com membre del consell d'administració de Construcciones Electromecánicas, Duro Felguera, Saltos del Alberche i Unión Eléctrica Madrileña. El 1920 participà en la creació de la Compañía Hispano Americana de Electricidad (CHADE) i fins al 1923 fou president de la Compañía Arrendataria de Tabacos.
Alhora, participà activament en política. Fou elegit diputat pel districte d'Amurrio pel Partit Conservador a les eleccions generals espanyoles de 1914 i com a independent catòlic i dinàstic basc pel mateix districte a les eleccions de 1916, 1918, 1919 i 1923.